# イスラーマーバード首都圏
イスラーマーバード首都圏（イスラーマーバードしゅとけん、ウルドゥー語: وفاقی دارالحکومت、英: Islamabad Capital Territory、略称: ICT）は、パキスタンの連邦直轄地域。首都・イスラーマーバードが域内にある。面積は906km2、人口2,363,863人（2023年）。
1960年にパキスタンの新首都建設のためカイバル・パクトゥンクワ州とパンジャーブ州から土地を購入、この首都圏には当初はラーワルピンディーも含める予定であったが最終的に行政地域からラーワルピンディーは除外された。
そのため、イスラーマーバード首都圏はイスラーマーバード中心部、マルガラ丘陵のある公園部、イスラーマーバード周縁部から構成された。
現在はイスラーマーバード首都圏は住宅地区、産業地区など目的別に5つのゾーンに区分けされている。